# رؤیا رمضانی
رؤیا رمضانی طراح و فعال حقوق زنان اهل ایران است. رمضانی متولد شمال ایران و بزرگ‌شده تهران است و در ۱۸ سالگی برای تحصیل به کانادا مهاجرت کرد. وی در دانشگاه یورک و دانشگاه هنرهای تجسمی نیویورک به تحصیل پرداخته و در حال حاضر در تیم نوآوری جی‌پی مورگان در شهر سان‌فرانسیسکو مشغول فعالیت است.
در سال ۲۰۱۷ نام وی به عنوان یکی از زنان اثرگذار و الهام‌بخش در سراسر جهان، در فهرست ۱۰۰ زن بی‌بی‌سی قرار گرفت.